# Beaumonteses
Os beaumonteses ou beamonteses foram os partidários do antigo grupo nobiliário dos Beaumont. Essa linhagem foi criada por Carlos III de Navarra com familiares ilegítimos. Foram rivais dos agramonteses, levando à guerra civil de Navarra quando João II de Aragão "o Usurpador" usurpou para si o trono após a morte da rainha Branca I de Navarra em 1441. João II, que era rei consorte, devia ceder a coroa a seu filho Carlos, Príncipe de Viana. Os beamonteses apoiaram ao Príncipe de Viana para recuperar a legitimidade nessa cruenta guerra.
Tanto os beamonteses como os agratamonteses tinham alianças com os grupos das terras bascas ocidentais que pertenceram ao reino de Navarra até o ano 1200, os agramonteses com os gamboínos e os beamonteses com os oñacinos.
A guerra persistiu à morte de Carlos, Príncipe de Viana em 1461 e à de João II em 1479. 
Os beamonteses tinham como aliados aos castelhanos. O Reino de Castela aproveitou essa aliança para conquistar o Reino de Navarra em 1512. Graças a essa colaboração, a conquista ocorreu em relativamente pouco tempo.